# 拉迪甘角
71°23′S 74°16′W / 71.383°S 74.267°W
拉迪甘角（英語：Radigan Point）是南極洲的海岬，位於亞歷山大一世島西南部，根據美國探險隊的空中照片被繪入地圖，以美國海軍的指揮官命名，現時由南極條約體系管理。